# Mombello (Laveno-Mombello)
Mombello è una frazione del comune italiano di Laveno-Mombello posta nell'entroterra a sud del nucleo urbano.

## Storia
Mombello è un piccolo centro abitato di antica origine, storicamente appartenuto alla Pieve di Leggiuno nel Ducato di Milano. Registrato agli atti del 1751 come un borgo di 830 abitanti, nel 1786 Cerro entrò per un quinquennio a far parte dell'effimera Provincia di Varese, per poi cambiare continuamente i riferimenti amministrativi nel 1791, nel 1798 e nel 1799. Alla proclamazione del Regno d'Italia nel 1805 risultava avere 859 abitanti.
In età napoleonica il comune di Mombello venne aggregato al vicino comune di Laveno, ma poco dopo in seguito alle proteste popolari venne distaccato da Laveno ed aggregato a Leggiuno. Il comune recuperò la propria autonomia con la restaurazione austriaca, e nel 1824 fu dotato del suo primo Consiglio comunale. Nel 1853 registrò 1224 residenti.
All'Unità d'Italia, 1861, il comune di Mombello contava 1 268 abitanti; due anni dopo assunse la denominazione di Mombello Lago Maggiore, per distinguersi da altri comuni omonimi.
Nel 1927 il comune di Mombello Lago Maggiore coi suoi 2142 residenti venne fuso con i comuni di Laveno e Cerro Lago Maggiore, formando il comune di Laveno Mombello.

## Monumenti e luoghi d'interesse
La chiesa parrocchiale dell'Invenzione di Santo Stefano a Mombello è di origine romanica, come attestano le descrizioni delle visite pastorali di san Carlo e le pietre alla base del campanile. Si trattava di un edificio a tre navate di tipo basilicale con tre absidi affrescate, più largo che lungo, nella cui navata sinistra si innestava il fusto dell'attuale campanile, assai modificato in seguito. La chiesa fu riedificata a navata unica nel 1600 come attesta una targa al suo interno, quando si stacca dalla matrice di Leggiuno e diventa parrocchiale. Nel 1913 viene allungata verso la piazza e dotata dell'attuale imponente facciata, opera di Paolo Besozzi. Lo spazioso interno conserva una splendida abside interamente affrescata nel 1612 circa da Giovanni Battista De Advocatis, lo stesso che realizzò gli affreschi del santuario di Santa Caterina del Sasso. Degno di nota anche l'altare ligneo dorato seicentesco, ristrutturato all'inizio del Novecento. Altre opere notevoli sono la cappella del Rosario, con un apparato barocco molto scenografico, l'organo del 1874 opera dei fratelli varesini Pietro e Lorenzo Bernasconi e le formelle in ceramica del battistero realizzate dall'artista mombellese Albino Reggiori nel 2003. Il campanile è dotato di 5 campane in Mi bemolle, fuse nel 1948 dalla fonderia Bianchi di Varese.
L'oratorio di Santa Maria di Corte, citato nel XIII secolo, è una piccola chiesetta dedicata alla Purificazione di Maria Vergine, inserita in un contesto urbano molto interessante. All'interno, completamente restaurato, si segnala un affresco del XVI secolo. L'oratorio di San Michele è piccolo edificio posto nel punto più alto di Mombello, nei pressi della frazione Rocca. Fu riedificato nel Settecento sull'area di un più antico oratorio in stato di abbandono.